# Tetraquark
In de deeltjesfysica is een tetraquark een hypothetisch exotisch meson, dat bestaat uit vier quarks. Tetraquarks liggen, indien ze bestaan, buiten het quarkmodel. De eerste kandidaat tetraquark werd voorgesteld in 2003 in Japan.
Het toen voorgestelde deeltje zou een massa hebben van 3872 megaelektronvolt.
Later, in 2007, werd het Z(4430) deeltje voorgesteld, dat een massa heeft van 4430 megaelektronvolt, en in 2014 werd dit geobserveerd door de LHC. In 2010 kondigden twee Duitse fysici van het DESY aan dat er een bepaalde resonantie bestaat bij tetraquarks.